# 西昌青山空港
西昌青山空港（せいしょうせいざんくうこう、簡体字: 西昌青山机场） (IATA: XIC, ICAO: ZUXC) は中華人民共和国、四川省涼山イ族自治州人民政府所在地ー西昌市に置いての民用空港。 2010年2月から拡張工事を行っている。

## 就航路線
| 航空会社     | 就航地          |
| ------------ | --------------- |
| 中国国際航空 | 成都、上海/浦東 |
| 中国東方航空 | 広州、昆明      |
| 華夏航空     | 重慶            |
| 四川航空     | 北京/首都、成都 |